# Raško Polje
Raško Polje är en ort i Bosnien och Hercegovina.   Den ligger i entiteten Federationen Bosnien och Hercegovina, i den sydvästra delen av landet, 100 km väster om huvudstaden Sarajevo. Raško Polje ligger 901 meter över havet och antalet invånare är 1 015.
Terrängen runt Raško Polje är huvudsakligen kuperad, men norrut är den platt. Närmaste större samhälle är Drežnica, 10,8 km sydost om Raško Polje. 
Trakten runt Raško Polje består till största delen av jordbruksmark. Runt Raško Polje är det ganska tätbefolkat, med 93 invånare per kvadratkilometer.